# آلان دي كارفاليو
آلان دي كارفاليو (بالفرنسية: Alain De Carvalho)‏ مواليد 9 يونيو 1953 في كوريز، فرنسا، هو دراج فرنسي سابق.